# Kondakovia nigmatullini
Kondakovia nigmatullini is een inktvissensoort uit de familie van de Onychoteuthidae. De wetenschappelijke naam van de soort is voor het eerst geldig gepubliceerd in 2009 door Laptikhovsky, Arkhipkin & Bolstad.